# Johan August Gripenstedt
Freiherr Johan August Gripenstedt (* 11. August 1813 in Holstein; † 13. Juli 1874 in Stockholm) war ein schwedischer Politiker, Unternehmer und von 1856 bis 1866 schwedischer Finanzminister.

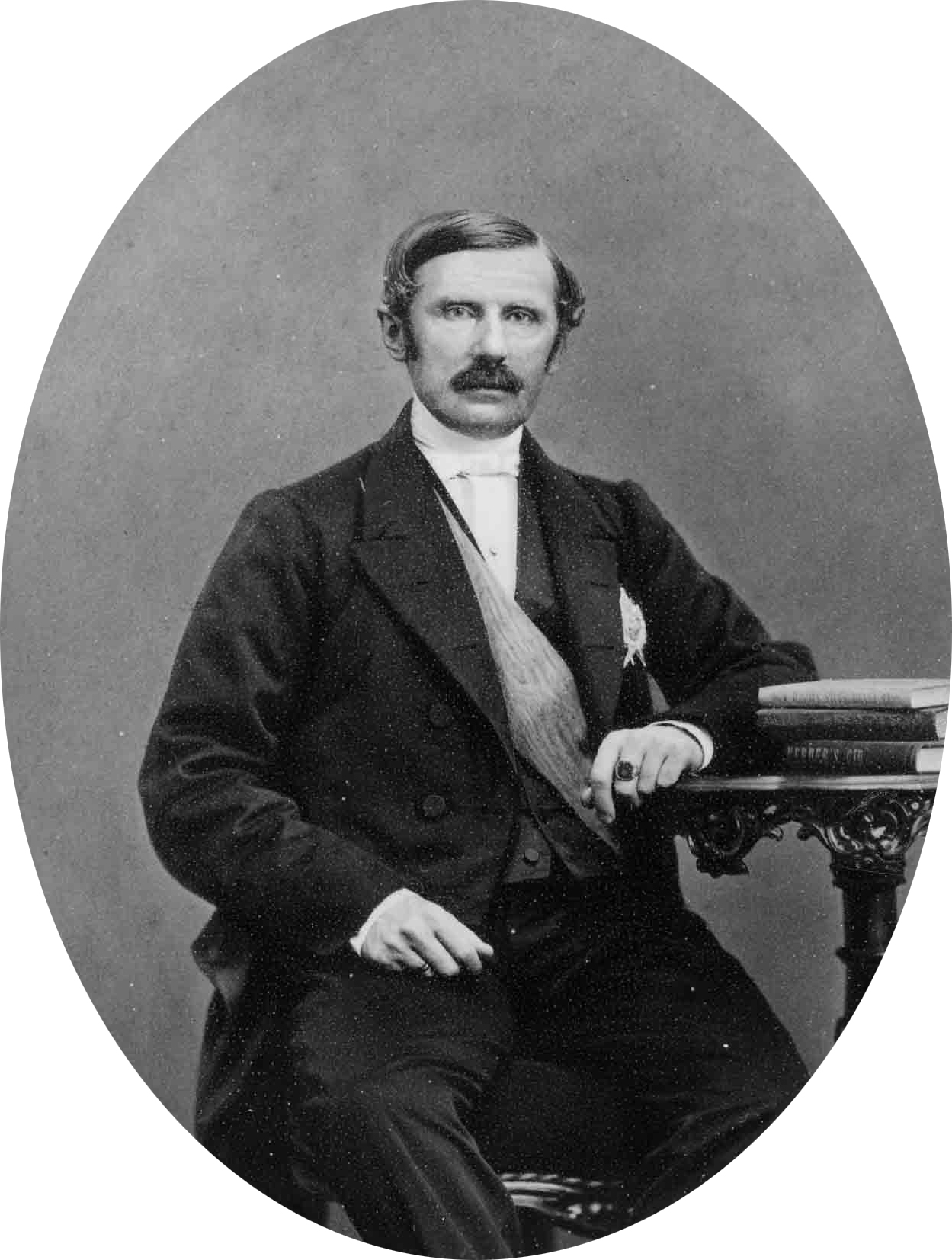
Johan August Gripenstedt

## Leben
Gripenstedt studierte in Uppsala, bevor er zum Militär eingezogen wurde. 1831 wurde er zum Leutnant des Göta artilleriregemente ernannt. 1846 schied er, auf eigenen Wunsch, als Artilleriestabsoffizier aus dem Militärdienst aus. Bereits 1840 begann seine politische Laufbahn als Mitglied des Ständereichstags. So wurde er als Mitglied der Liberalen Partei (heute Folkpartiet liberalerna) in diversen Ausschüssen eingesetzt, darunter dem wichtigen Verfassungsausschuss (konstitutionsutskottet). Von 1848 bis 1851 war er Minister ohne Geschäftsbereich (konsultativt statsråd), vom 28. Mai 1856 bis 4. Juli 1866 dann Finanzminister. 1862 bekam er den Königlichen Seraphinenorden verliehen.